# 小松未可子・西山宏太朗 Twilight 〜夕凪のレストラン〜
小松未可子・西山宏太朗 Twilight 〜夕凪のレストラン〜（こまつみかこ・にしやまこうたろう トワイライト 〜ゆうなぎのレストラン〜）は、文化放送の制作で2016年4月3日から2017年4月2日まで放送されていたラジオ番組（アニラジ）である。タニタ一社提供。

## 概要
- 浜松町の海辺に建つレストランを舞台とした設定で構成している。
- メッセージ紹介の時には、ラジオネームを「お客様ネーム」で表現している[2]。

## パーソナリティー
- 小松未可子（小松マネージャー）
- 西山宏太朗（西山店長）
- A応P（常連客、A応Pからはメンバー2人が出演する）

## 主なコーナー
- 後半のコーナーはいずれも不定期で構成される。
- アニめしオーダー - アニメに登場するグルメを紹介するコーナー。クイズに正解もしくはゲームに勝利すると、その「アニめし」を味わうことができる。クイズで不正解もしくはゲームに負けると基本的には通常サイズは食べられないが、「一口ちょうだい甘えんぼぜりふ」を言うと一口サイズではあるがたべられる。
- ラジオドラマ「タニタくんのはかる日常」 - 『シャープさんとタニタくん@』のスピンオフラジオドラマ。タニタくんのコーナーはエンディング前にも「タニタくんに聞いてみよー」がある。
- 珍食材!難食材!何でも料理いたします!

## 放送時間
- 日曜20:30-21:00
  - 国政選挙の開票特番が放送される週は時間変更の場合あり。また、競艇SG優勝戦（ナイター競走時）やプロ野球日本シリーズが行われる週は中継番組のため休止となる。
  - ラジオの放送分より収録時間が若干長いディレクターズカット版がAG-ONにて本放送6日後の土曜より1週間配信される。

## Missラジオ
- Missラジオ（ミスラジオ）は、夕凪のレストランの前身番組として2015年4月6日（5日深夜）から2016年3月28日（27日深夜）にかけて文化放送で放送されたラジオ番組である。愛称はミスラジ。
- 初期は西内ひろと沢井美空による『西内ひろ・沢井美空のMissラジオ』（にしうちひろ・さわいみくのミスラジオ）として開始[3]。ここ数年のアニメにそこまで詳しくない2人のパーソナリティが、アニメ愛に溢れるリスナーやプロフェッショナルの力を借りて、誰よりもアニメに詳しくなっていこうという大きな趣旨があり、A応Pもパーソナリティにアニメをレクチャーする専属の『アニメ☆コーチ』として番組に参加していた。西内は同年8月17日（16日深夜）まで出演し、以降同年9月28日（27日深夜）まで番組のタイトルを変更せずに沢井が単独でパーソナリティを務めた。
- 2015年10月5日（4日深夜）からは、メインパーソナリティとして小松[4]を迎え、A応Pをレギュラーパーソナリティに昇格させた『小松未可子・沢井美空・A応PのMissラジオ〜ミッドナイトカフェ〜』（こまつみかこ・さわいみく・エーおうピーのミスラジオ〜ミッドナイトカフェ〜）としてリニューアルした。浜松町の一角にある日曜日の深夜だけ営業するカフェを舞台とした設定で構成され、小松と沢井がカフェの常連客、A応Pがカフェのアルバイト店員として出演した。

### Missラジオ時代の放送時間
- 月曜日（日曜深夜）1:30 - 2:00（2:00からが放送休止時刻のため、この枠が一週間の文化放送の番組の中でも最後の放送であった）